# ليسوم كينابالي
ليسوم كينابالي (الاسم العلمي: Illicium kinabaluense) هو نوع نباتي يتبع جنس الليسوم من فصيلة الشزندرية.